# 1928년 동계 올림픽 아이스하키
제2회 동계 올림픽 아이스하키 경기는 1928년 2월 11일부터 2월 19일까지 스위스 장크트모리츠에서 진행됐다. 이 대회에서부터 무승부 제도가 도입되었다. 캐나다가 전 대회 타이틀 방어에 성공했다.

## 메달리스트
| 금 | 은 | 동 |
| 캐나다 (CAN)찰스 델라헤이 · 프랑크 피셔 · 루이스 허드슨 · 노베르트 뮐러 · 허버트 플랙스턴 · 휴 플랙스턴 · 로저 플랙스턴 · 존 포터 · 프랭크 설리반 · 조세프 설리반 · 로스 테일러 · 데이비드 트로티어 | 스웨덴 (SWE)칼 아브라함손 · 에밀 베르그만 · 비르기르 홀름크비스트 · 구스타프 요한손 · 헨리 요한손 · 닐스 요한손 · 에른스트 칼베르그 · 에릭 라르손 · 베르틸 린데 · 시그프리드 외베르그 · 빌헬름 페테르센 · 쿠르트 숙스도르프 | 스위스 (SUI)지아닌 안드레오시 · 메찌 안드레오시 · 로베르트 브라이터 · 루이스 뒤푸르 · 찰스 파젤 · 알베르트 제로미니 · 프리츠 크라츠 · 아놀드 마르티뇨니 · 하이니 멩 · 안톤 모로사니 · 루지우스 뤠디 · 리차드 토리아니 |

## 참가 국가
11개 국가의 128명의 선수들이 이 대회에 참가하였다.
- 독일 (11)
- 벨기에 (12)
- 스웨덴 (12)
- 스위스 (12)
- 영국 (12)
- 오스트리아 (12)
- 체코슬로바키아 (11)
- 캐나다 (12)
- 폴란드 (11)
- 프랑스 (12)
- 헝가리 (11)

## 토너먼트

### A조
상위 1개의 팀이 결승 라운드에 진출한다.
| 팀     | GP | W | T | L | GF | GA |
| ------ | -- | - | - | - | -- | -- |
| 영국   | 3  | 2 | 0 | 1 | 10 | 6  |
| 프랑스 | 3  | 2 | 0 | 1 | 6  | 5  |
| 벨기에 | 3  | 2 | 0 | 1 | 9  | 10 |
| 헝가리 | 3  | 0 | 0 | 3 | 2  | 6  |

| 2월 11일 | 영국   | 7:3 (3:1,2:0,2:2) | 벨기에 |
| 2월 11일 | 프랑스 | 2:0 (0:0,2:0,0:0) | 헝가리 |
| 2월 12일 | 프랑스 | 3:2 (0:1,3:1,0:0) | 영국   |
| 2월 12일 | 벨기에 | 3:2 (0:1,3:1,0:0) | 헝가리 |
| 2월 13일 | 벨기에 | 3:1 (2:0,0:0,1:1) | 프랑스 |
| 2월 15일 | 영국   | 1:0 (1:0,0:0,0:0) | 헝가리 |

### B조
상위 1개의 팀이 결승 라운드에 진출한다.
| 팀             | GP | W | T | L | GF | GA |
| -------------- | -- | - | - | - | -- | -- |
| 스웨덴         | 2  | 1 | 1 | 0 | 5  | 2  |
| 체코슬로바키아 | 2  | 1 | 0 | 1 | 3  | 5  |
| 폴란드         | 2  | 0 | 1 | 1 | 4  | 5  |

| 2월 11일 | 스웨덴         | 3:0 (1:0,1:0,1:0) | 체코슬로바키아 |
| 2월 12일 | 스웨덴         | 2:2 (1:0,1:2,0:0) | 폴란드         |
| 2월 13일 | 체코슬로바키아 | 3:2 (1:1,1:1,1:0) | 폴란드         |

### C조
상위 1개의 팀이 결승 라운드에 진출한다.
| 팀         | GP | W | T | L | GF | GA |
| ---------- | -- | - | - | - | -- | -- |
| 스위스     | 2  | 1 | 1 | 0 | 5  | 4  |
| 오스트리아 | 2  | 0 | 2 | 0 | 4  | 4  |
| 독일       | 2  | 0 | 1 | 1 | 0  | 1  |

| 2월 11일 | 스위스     | 4:4 (2:4,1:0,1:0) | 오스트리아 |
| 2월 11일 | 오스트리아 | 0:0 -             | 독일       |
| 2월 16일 | 스위스     | 1:0 (1:0,0:0,0:0) | 독일       |

### 결승 라운드
예선의 각 조의 1위와 전 대회 우승자인 캐나다 아이스하키 팀이 결승 라운드에 진출했다.
| 팀     | GP | W | T | L | GF | GA |
| ------ | -- | - | - | - | -- | -- |
| 캐나다 | 3  | 3 | 0 | 0 | 38 | 0  |
| 스웨덴 | 3  | 2 | 0 | 1 | 7  | 12 |
| 스위스 | 3  | 1 | 0 | 2 | 4  | 17 |
| 영국   | 3  | 0 | 0 | 3 | 1  | 21 |

| 2월 17일 | 캐나다 | 11:0 (4:0,5:0,2:0) | 스웨덴 |
| 2월 17일 | 스위스 | 4:0 (0:0,2:0,2:0)  | 영국   |
| 2월 18일 | 캐나다 | 14:0 (6:0,4:0,4:0) | 영국   |
| 2월 18일 | 스위스 | 0:4 (0:1,0:0,0:3)  | 스웨덴 |
| 2월 19일 | 스웨덴 | 3:1 (2:1,0:0,1:0)  | 영국   |
| 2월 19일 | 스위스 | 0:13 (0:4,0:4,0:3) | 캐나다 |

## 최고 득점자
| 선수              | 경기 | 골 | A | 점수 |
| ----------------- | ---- | -- | - | ---- |
| 데이비드 트로티어 | 3    | 12 | 3 | 15   |

## 최종 순위
| 1  | 캐나다 (CAN) |
|    | 메달리스트에 표기: 토론토 그래드 대학교 코치: 콘 스미스 |
| 2  | 스웨덴 (SWE) |
|    | 메달리스트에 표기 |
| 3  | 스위스 (SUI) |
|    | 메달리스트에 표기 |
| 4  | 영국 (GBR) |
|    | 윌베르트 브라운 콜린 캐러터스 에릭 캐러터스 로스 커트베르트 베르나드 퍼세트 헤롤드 그린우드 프레드릭 멜란드 존 로저스 블레이니 섹스톤 윌리엄 스피츨리 빅토르 테이트 찰스 윌드                                           |
| 5  | 오스트리아 (AUT) |
|    | 허버트 브뤽 월터 브뤽 자크 디트리히슈타인 한스 에르틀 요세프 괴블 한스 카일 허버트 클랑 울리히 레더러 발터 셀 레지날드 스페바크 한스 타처 해리 바이스                                                                   |
| 6  | 프랑스 (FRA) |
|    | 앙드레 샤를 라울 쿠베르트 알프레드 데 라우흐 알베르트 헤슬러 자크 라카리에르 필리페 레페브레 프랑수아 마우틴 칼릭스트 페이요트 필리페 페이요트 레온하드 콰글리아 조제스 로베르트 제라드 시몬                            |
| 7  | 체코슬로바키아 (TCH) |
|    | 울프강 도라실 카렐 후로마드카 얀 크라슬 요한 리히노스키 요세프 말레체크 얀 페카 야로슬라프 퍼시바우어 야로슬라프 르자크 요세프 시르베크 미로슬라프 스테인외퍼 지리 퇴슈카                                               |
| 8  | 벨기에 (BEL) |
|    | 안드레이 바우셔 로저 브레우 헥토르 초트에우 알베르트 콜론 프랑수아 프랑크 윌리엄 후리크스 장 민스 데이비드 메이어 마르크 펠저 장 반 데르 부베르 자크 판 레이슈트 피에르 판 레이슈트                                     |
| 9  | 폴란드 (POL) |
|    | 타데우시 아다모스키 에드문드 차플리키 알렉산드르 코왈스키 붜지미에르시 크리지에르 루크얀 쿨레이 스타인슬로우 파스테키 알렉산데르 수찬노스키 요제프 스토고스키 카롤 시엔나흐 알렉산드르 트팔스키 카지니에르즈 제브로스키 |
| 10 | 독일 (GER) |
|    | 구스타프 예넥케 볼프강 키텔 프란츠 크라이젤 마티아스 라이스 프리츠 라멜마이어 에리히 뢰머 발터 삭스 한스 슈미트 마르틴 슈뢰틀 마르콰르트 슐레보트 알프레트 스타인케 롤프 레슈케                                         |
| 11 | 헝가리 (HUN) |
|    | 미클로시 바르크자 프리게스 버르너 마트야스 퍼르커시 티보르 헤인리히 페테르 크렘펠스 이스트반 크레푸스카 게자 러토르 산도르 민데르 벨라 오르도디 요제프 레베이 벨라 베이너                                               |

## 참조
- 1928 동계 올림픽 리포트보관됨 2010-12-17 - 웨이백 머신
- IOC 데이터베이스